# Masjed Soleymans flygplats
Masjed Soleymans flygplats (persiska: فرودگاه مسجد سلیمان, Forudgah-e Masjed Soleyman) är en flygplats i Iran. Den ligger i den västra delen av landet, i provinsen Khuzestan. Närmaste större samhälle är staden Masjed Soleyman, 8 km söderut. Flygplatsen ligger 367 meter över havet.